# Bảo tàng Cố cung Quốc gia
Bảo tàng Cố cung Quốc gia (tiếng Hán phồn thể: 國立故宮博物院; giản thể: 国立故宫博物院; bính âm: Guoli Gùgōng Bówùyuàn) là một bảo tàng ở quận Sỹ Lâm, Đài Bắc, Đài Loan. Đây là nơi trưng bày gần 700,000 hiện vật và tác phẩm nghệ thuật Trung Quốc, phần nhiều trong số đó được chuyển đến từ Bảo tàng Cố cung cũng như năm viện khác trên khắp Trung Quốc đại lục trong thời gian Trung Hoa Dân Quốc rút lui, khiến nó trở thành một trong những bảo tàng lớn nhất trên thế giới.
Bộ sưu tập của bảo tàng bao gồm các hiện vật trải dài suốt 8.000 năm Lịch sử Trung Quốc, từ thời kỳ đồ đá mới đến thời kỳ hiện đại. Hầu hết bộ sưu tập là những tác phẩm chất lượng cao do các Hoàng đế Trung Quốc sưu tập. 
Bảo tàng Cố cung Quốc gia và Bảo tàng Cố cung ở Tử Cấm Thành Bắc Kinh của Trung Quốc có cùng một nguồn gốc, nơi đây có bộ sưu tập phong phú các tác phẩm nghệ thuật và đồ tạo tác được xây dựng dựa trên các bộ sưu tập hoàng gia của triều Thanh và triều Minh. Chúng được chia làm hai và là kết quả của cuộc Nội chiến Trung Quốc phân chia Trung Quốc thành Trung Hoa Dân Quốc (Đài Loan) và Cộng hòa Nhân dân Trung Hoa (Trung Quốc đại lục). Trong tiếng Anh, Bảo tàng tại Đài Bắc được phân biệt với hình thể của nó ở Bắc Kinh bởi bổ sung thêm "Quốc gia". Trong cách sử dụng phổ biến ở Trung Quốc, bảo tàng tại Đài Bắc được gọi là "Cố cung Đài Bắc" (臺北故宮), trong khi đó ở Bắc Kinh được gọi là "Cố cung Bắc Kinh" (北京故宮).

## Lịch sử
Bảo tàng Cố cung Quốc gia được thành lập như là một phần của Bảo tàng Cố cung Bắc Kinh trong Tử Cấm Thành vào ngày 10 tháng 10 năm 1925, ngay sau khi vua Phổ Nghi, hoàng đế cuối cùng của Trung Quốc bị Quân phiệt Phùng Ngọc Tường trục xuất khỏi Tử Cấm Thành. Các bài viết trong bảo tàng bao gồm các vật có giá trị của gia đình Hoàng gia trước đây.
Năm 1931, ngay sau Sự kiện Phụng Thiên, Tưởng Giới Thạch đã ra lệnh cho bảo tàng chuẩn bị di dời những hiện vật có giá trị nhất ra khỏi thành phố để không cho chúng rơi vào tay của quân đội Nhật hoàng. Kết quả là, từ 6 tháng 2 - 15 tháng 5 năm 1933, 13.491 thùng hiện vật của Bảo tàng Cố cung và 6.066 thùng khác từ Văn phòng Triển lãm hiện vật cổ đại tại Di Hòa Viên và Quốc tử giám đã được chia thành 5 đợt chuyển đến Thượng Hải. Trong năm 1936, bộ sưu tập đã được chuyển đến Nam Kinh sau khi việc xây dựng kho lưu trữ Cung Triều Thiên (nay là Bảo tàng thành phố Nam Kinh) hoàn thành. Khi quân đội Đế quốc Nhật Bản tiến sâu hơn vào lãnh thổ Trung Quốc trong Chiến tranh Trung-Nhật, các bộ sưu tập đã được chuyển sang phía tây qua ba tuyến đường đến một số nơi bao gồm An Thuận và Lạc Sơn cho đến khi Nhật Bản đầu hàng năm 1945. Năm 1947, nó đã được chuyển trở lại nhà kho tại Nam Kinh.

### Di dời sang Đài Loan
Nội chiến Trung Quốc lại tiếp tục sau sự đầu hàng của Nhật Bản, kết quả cuối cùng kết quả là Tưởng Giới Thạch quyết định di dời các hiện vật nghệ thuật đến Đài Loan. Khi cuộc chiến giữa quân Giải phóng và Quốc quân Trung Hoa Dân Quốc trở nên tồi tệ vào năm 1948, Bảo tàng Cố cung và 5 tổ chức khác đã quyết định gửi một số các di vật được đánh giá cao nhất sang Đài Loan. Sau đó, giám đốc bảo tàng và giám sát giao thông vận tải của một số các bộ sưu tập được chia thành ba nhóm từ Nam Kinh đến bến cảng ở Cơ Long, Đài Loan từ tháng 12 năm 1948 đến tháng 2 năm 1949. Vào thời điểm các bộ sưu tập đến Đài Loan, quân giải phóng Trung Quốc đã nắm quyền kiểm soát các bộ sưu tập còn lại tại Bảo tàng Cố cung nên không phải tất cả bộ sưu tập có thể được gửi đến Đài Loan. Tổng cộng có 2.972 thùng hiện vật từ Tử Cấm Thành chuyển đến Đài Loan, chỉ chiếm 22% số lượng các thùng hàng ban đầu được vận chuyển về phía nam, mặc dù một số các hiện vật được chuyển đi là những hiện vật đại diện tiêu biểu và tốt nhất của các bộ sưu tập.
| Đi - Đến | Thùng hàng từ             | Thùng hàng từ                | Thùng hàng từ                | Thùng hàng từ               | Thùng hàng từ | Thùng hàng từ     | Tổng      |
| Đi - Đến | Bảo tàng Cố cung Bắc Kinh | Bảo tàng quốc lập Trung ương | Thư viện quốc lập Trung ương | IHP (thuộc Academia Sinica) | Bộ Ngoại giao | Thư viện Quốc gia | Tổng      |
| --- | ------------------------- | ---------------------------- | ---------------------------- | --------------------------- | ------------- | ----------------- | --------- |
| 22–26 tháng 12 năm 1948 | 320                       | 212                          | 60                           | 120                         | 60            |                   | 772       |
| 6–9 tháng 1 năm 1949 | 1,680                     | 486                          | 462                          | 856                         |               | 18                | 3,502     |
| 30 tháng 1 - 22 tháng 2 năm 1949 | 972                       | 154                          | 122                          |                             |               |                   | 1,248 [a] |
| Tổng | 2,972                     | 852                          | 644                          | 976                         | 60            | 18                | 5,522     |
| a.^ Trong chuyến hàng thứ ba, 728 thùng từ Bảo tàng Cố cung Quốc gia Bắc Kinh và 28 thùng từ Thư viện Trung ương Quốc gia đã bị bỏ lại Nam Kinh do không gian trên tàu có hạn. Chuyến hàng thứ tư đã bị tạm dừng bởi quyền chủ tịch khi đó là Lý Tông Nhân. |                           |                              |                              |                             |               |                   |           |

Bộ sưu tập từ Bảo tàng Cố cung, Văn phòng trù bị của Bảo tàng Trung tâm Quốc gia, Thư viện Quốc gia Trung Quốc và Thư viện Quốc gia Trung ương được lưu trữ trong một kho đường sắt ở Dương Mai sau khi vận chuyển qua eo biển Đài Loan và sau đó là được chuyển đến lưu trữ trong một nhà máy mía đường gần Đài Trung. Năm 1949, Viện điều hành thành lập các văn phòng quản lý cho Bảo tàng Cố cung, Văn phòng trù bị Bảo tàng Trung ương và Thư viện Trung tâm giám sát việc tổ chức thu. Vì lý do an ninh, văn phòng quản lý các phần đã chọn ngôi làng miền núi nằm ở Vụ Phong, Đài Trung như các địa điểm lưu trữ mới cho bộ sưu tập. Trong năm sau đó, bộ sưu tập được lưu trữ trong nhà máy mía đường đã được chuyển tới địa điểm mới.
Thư viện Trung tâm tại thành phố Đài Bắc được phục hồi vào năm 1955, bộ sưu tập từ Thư viện Trung ương được đồng thời đưa vào Thư viện Trung tâm. Văn phòng quản lý chung của Bảo tàng Cố cung Quốc gia và Văn phòng trù bị của Bảo tàng Trung Quốc ở lại khu vực làng miền núi của Đài Trung trưng bày trong 10 năm. Trong thập niên này, văn phòng có được một khoản tài trợ từ Quỹ châu Á để xây dựng một phòng triển lãm quy mô nhỏ vào đầu năm 1956, và mở cửa vào tháng năm 1957. Phòng triển lãm được chia thành bốn phòng trưng bày, có thể triển lãm hơn 200 hiện vật.
Vào mùa thu năm 1960, văn phòng đã nhận được một khoản trợ cấp trị giá 32 triệu NT$ từ AID. Chính phủ Đài Loan (ROC) cũng đóng góp hơn 30 triệu NT$ để thành lập một quỹ đặc biệt về việc xây dựng một bảo tàng ở ngoại ô Đài Bắc. Việc xây dựng bảo tàng được hoàn thành vào tháng 8 năm 1965. Bảo tàng mới được đặt tên là "Bảo tàng Trung Sơn" để ghi nhớ người được gọi là "Quốc phụ Trung Hoa" Tôn Trung Sơn. Lần đầu tiên mở cửa cho công chúng tham quan là vào ngày kỉ niệm 100 năm ngày sinh nhật của ông. Kể từ đó, bảo tàng này đã quản lý, bảo tồn và trưng bày các bộ sưu tập của Bảo tàng Cố cung và Văn phòng trù bị của Bảo tàng Trung Quốc.
Trong những năm thập niên 60-70, Bảo tàng Cố cung Quốc gia đã được Quốc Dân Đảng sử dụng như là để hỗ trợ cho các tuyên bố của mình rằng, nước Trung Hoa Dân Quốc là chính phủ hợp pháp duy nhất của cả đất nước Trung Quốc, trong đó bảo tàng này là nơi bảo quản duy nhất các truyền thống văn hóa Trung Quốc trong bối cảnh xã hội thay đổi và Cách mạng văn hóa ở Trung Quốc, có xu hướng nhấn mạnh Chủ nghĩa dân tộc Trung Quốc.
Chính phủ của nước Cộng hòa Nhân dân Trung Hoa (PRC) từ lâu đã cho rằng, bộ sưu tập là tài sản bị đánh cắp và nó là tài sản hợp pháp của Trung Quốc. Tuy nhiên, Đài Loan đã bảo vệ bộ sưu tập này như là một hành động cần thiết để bảo vệ các hiện vật này trước sự hủy diệt, đặc biệt là trong thời gian Cách mạng văn hóa. Tuy nhiên, mối quan hệ liên quan đến kho báu này đã ấm lên trong những năm gần đây và Bảo tàng Cố cung Bắc Kinh đã đồng ý để cho Bảo tàng Cố cung Quốc gia mượn các di vật triển lãm từ năm 2009. Người phụ trách Bảo tàng Cố cung đã nói rằng, các hiện vật ở cả bảo tàng đại lục và Đài Loan đều là "Di sản văn hóa của Trung Quốc đồng sở hữu bởi những người hai bên eo biển Đài Loan".
Một số đồ tạo tác Trung Quốc có niên đại từ thời nhà Đường và Tống, một số trong đó đã thuộc thời kỳ của Hoàng đế Tống Chân Tông, được khai quật và sau đó đã rơi tay của Quốc Dân Đảng Mã Hồng Quỳ, người đã từ chối công bố công khai kết quả. Trong số các hiện vật triều đại nhà Đường gồm có móng tay vàng và nhạc cụ được làm từ các kim loại. Mãi cho đến sau khi gần qua đời, Mã mới nói với vợ từ Mỹ đi về Đài Loan vào năm 1971 để mang lại những đồ vật để Tưởng Giới Thạch, người đã đưa lại các hiện vật cho Bảo tàng Cố cung Quốc gia.

## Quá trình xây dựng

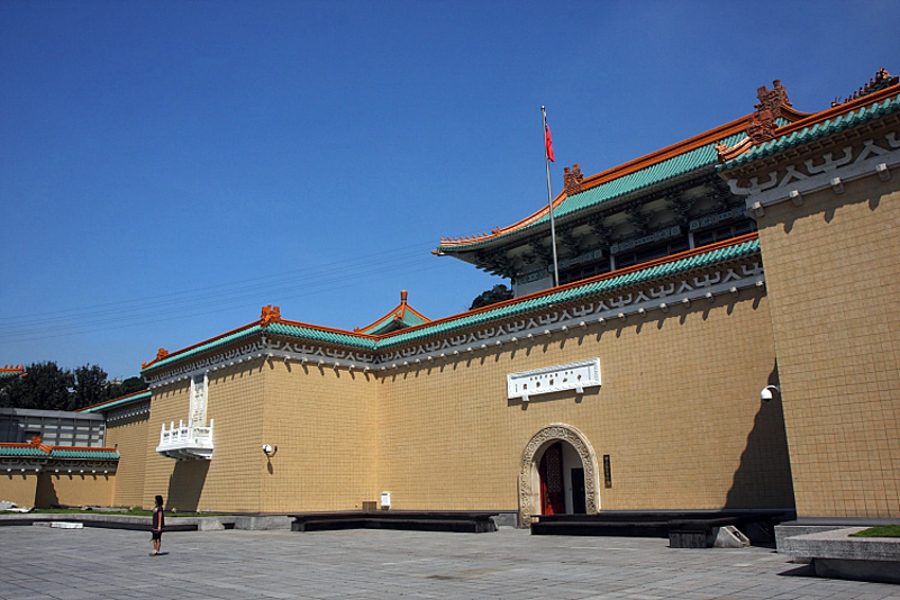
Hội trường chính của Chi nhánh phía Bắc của Bảo tàng Cố cung Quốc gia.

## Triển lãm ngoài nước

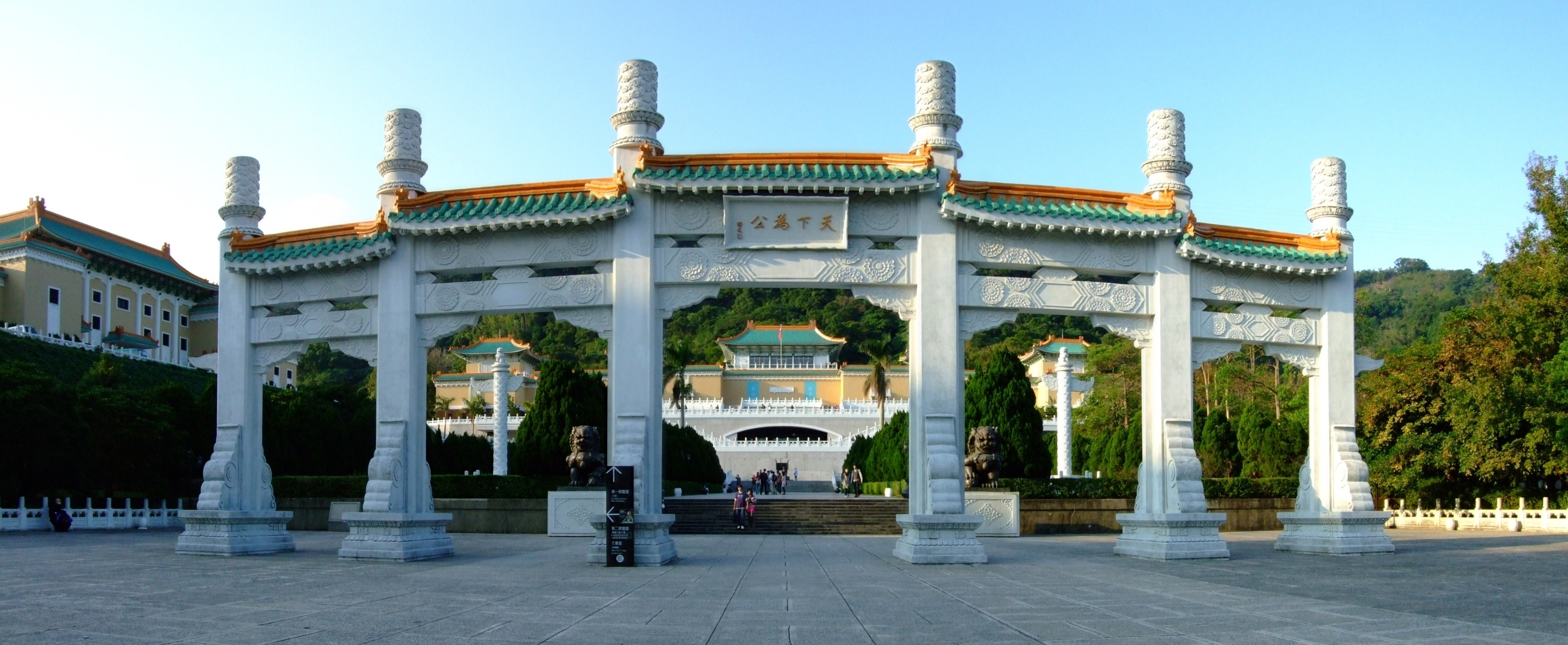
Paifang của Chi nhánh phía Bắc của Bảo tàng Cố cung Quốc gia.

## Bộ sưu tập
| Hạng mục                                                                | Số lượng |
| ----------------------------------------------------------------------- | -------- |
| Đồng                                                                    | 6,241    |
| Sứ                                                                      | 25,595   |
| Ngọc bích                                                               | 13,478   |
| Sơn mài                                                                 | 773      |
| Đồ gốm tráng men                                                        | 2,520    |
| Điêu khắc                                                               | 666      |
| Xưởng công cụ                                                           | 2,379    |
| Đồng xu                                                                 | 6,953    |
| Các đồ vật khác (dụng cụ tôn giáo, trang phục, phụ kiện và chai lọ nhỏ) | 12,495   |
| Tranh vẽ                                                                | 6,744    |
| Tác phẩm thư pháp                                                       | 3,743    |
| Sách thư pháp                                                           | 495      |
| Thảm trang trí và đồ thêu                                               | 308      |
| Quạt                                                                    | 1,882    |
| Văn tự ghi trên đá                                                      | 900      |
| Sách hiếm                                                               | 216,507  |
| Nhà Thanh                                                               | 395,551  |
| Vải                                                                     | 1,626    |
| Total                                                                   | 698,856  |

## Hình ảnh

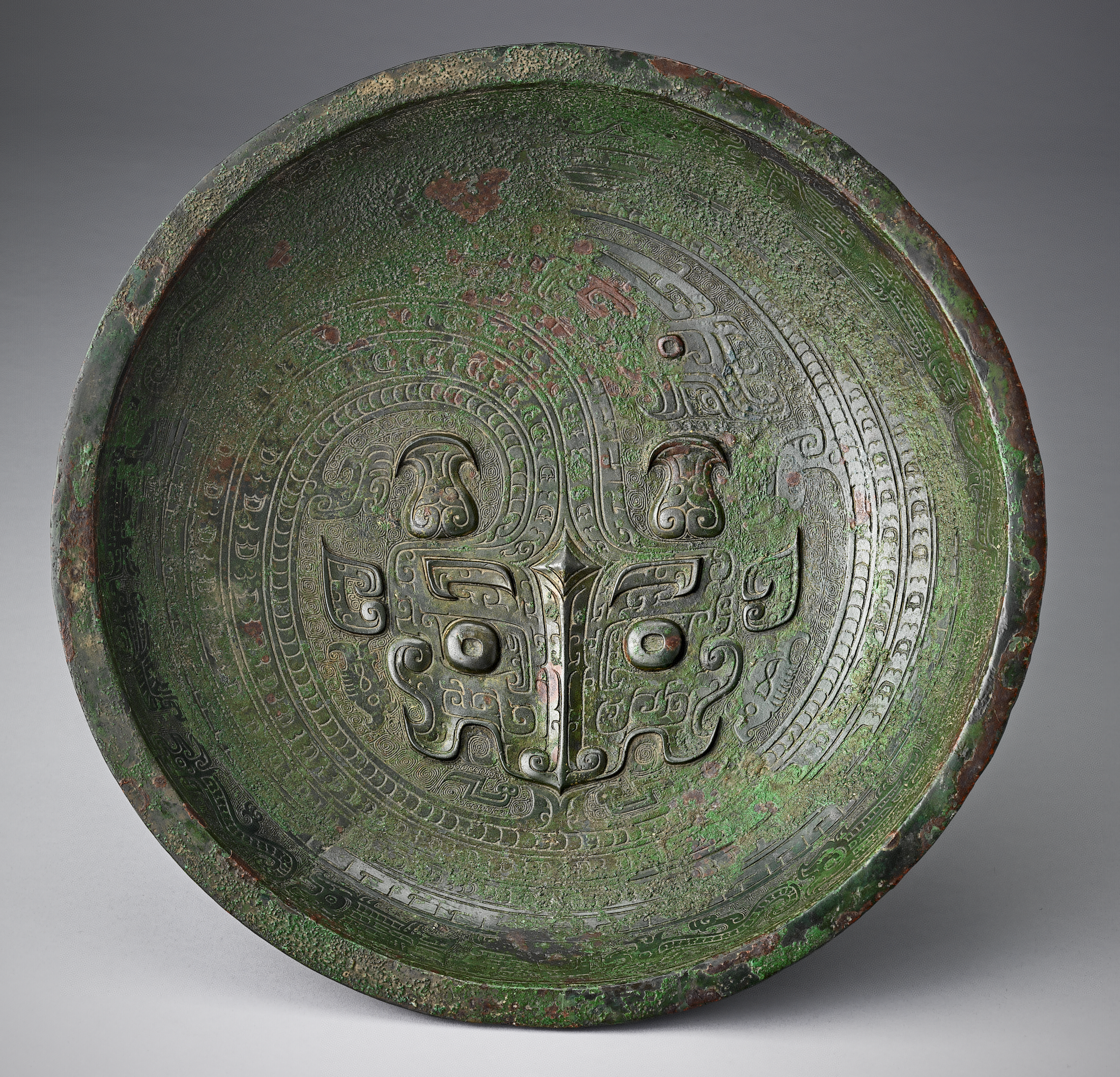
Tàu nước Pan với hoa văn rồng cuộn, khoảng từ 14 - giữa thế kỷ 11 trước Công nguyên
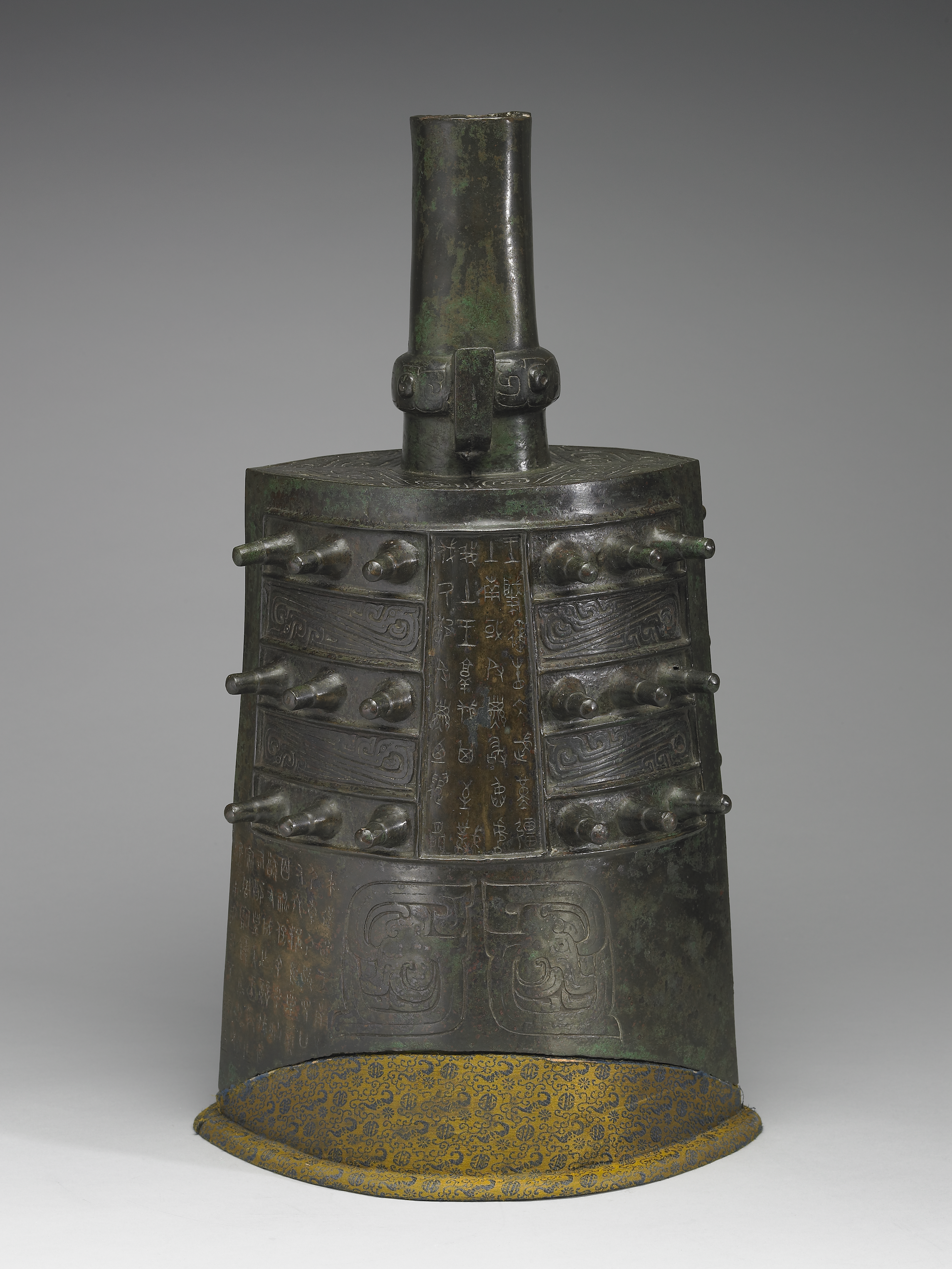
Zong-zhou Zhong (Chuông của Zhou), Thế kỷ thứ 9 trước công nguyên
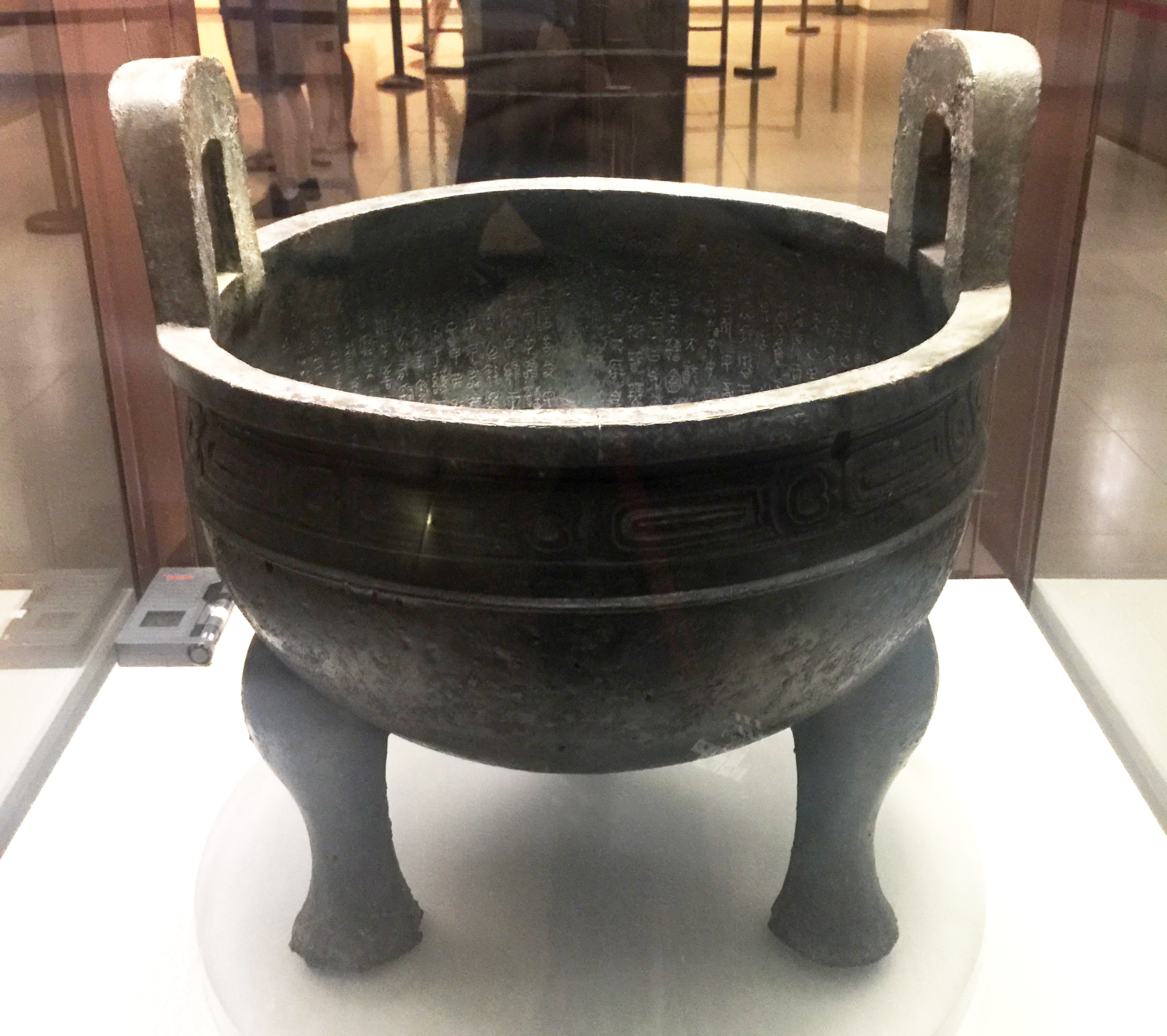
Mao Gong Ding, Thế kỷ thứ 9 trước công nguyên
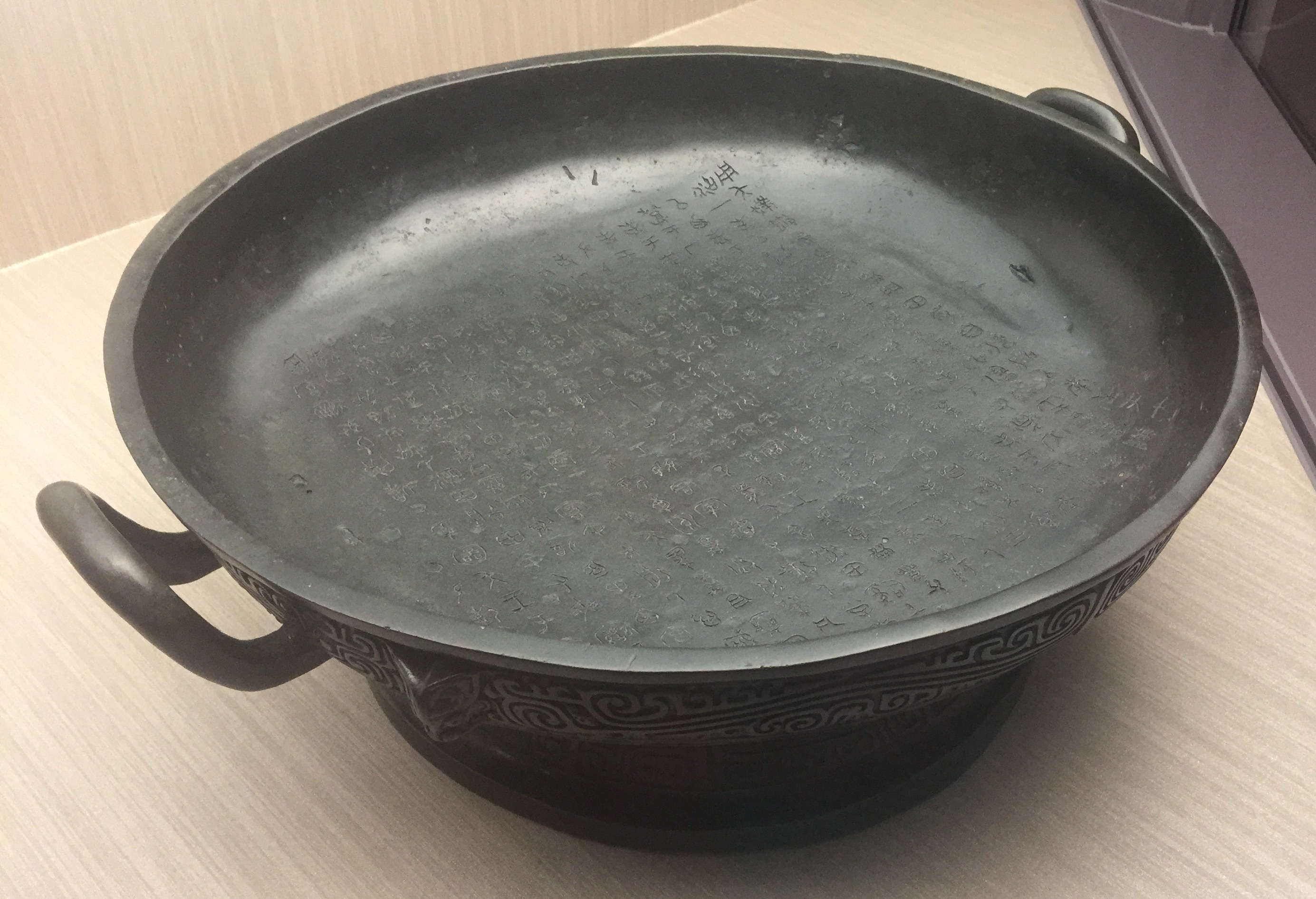
San Family Plate, Thế kỷ thứ 9 trước công nguyên
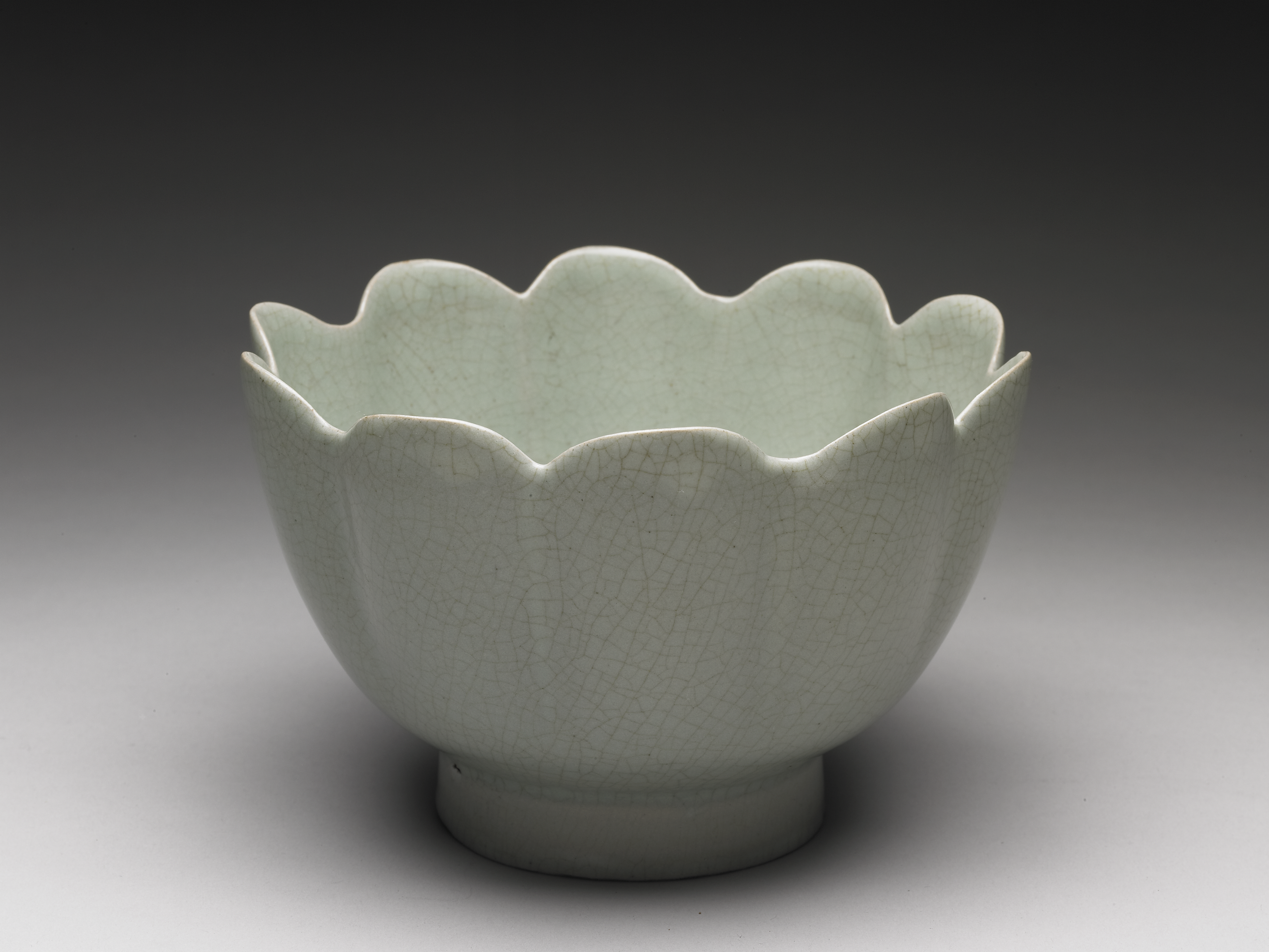
Bát hâm nóng hình bông hoa với men màu xanh lam nhạt, đồ gốm Nhữ, c. 1086 – c. 1106.
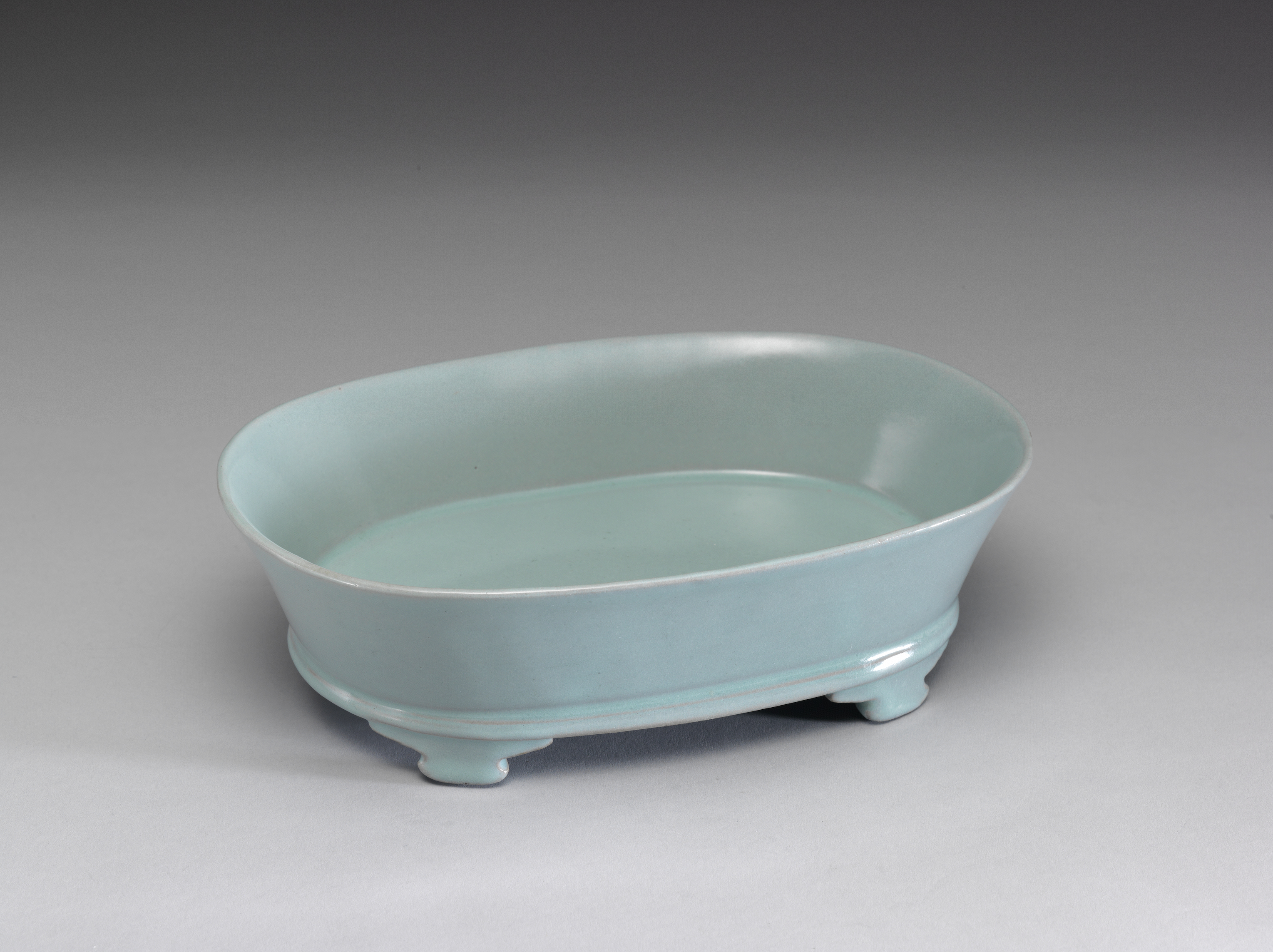
Lưu vực hoa thủy tiên với lớp men màu xanh lam nhạt, đồ gốm Nhữ, c. 1086 – c. 1106.
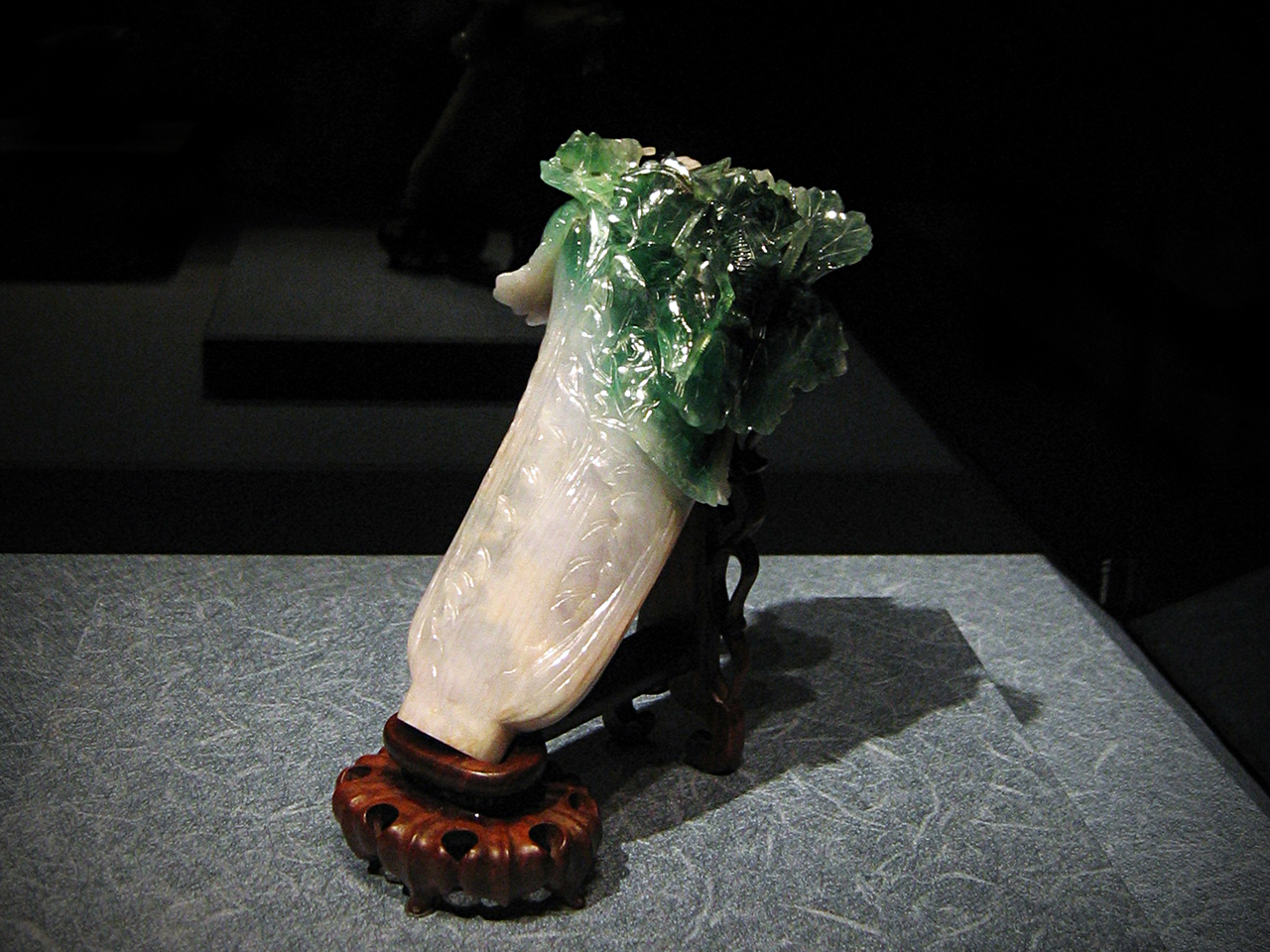
Bắp cải bạch ngọc (Jadeite Cabbage), thế kỷ 19.
Chân dung khi ngồi của Tống Thái Tổ, c. 960–76.
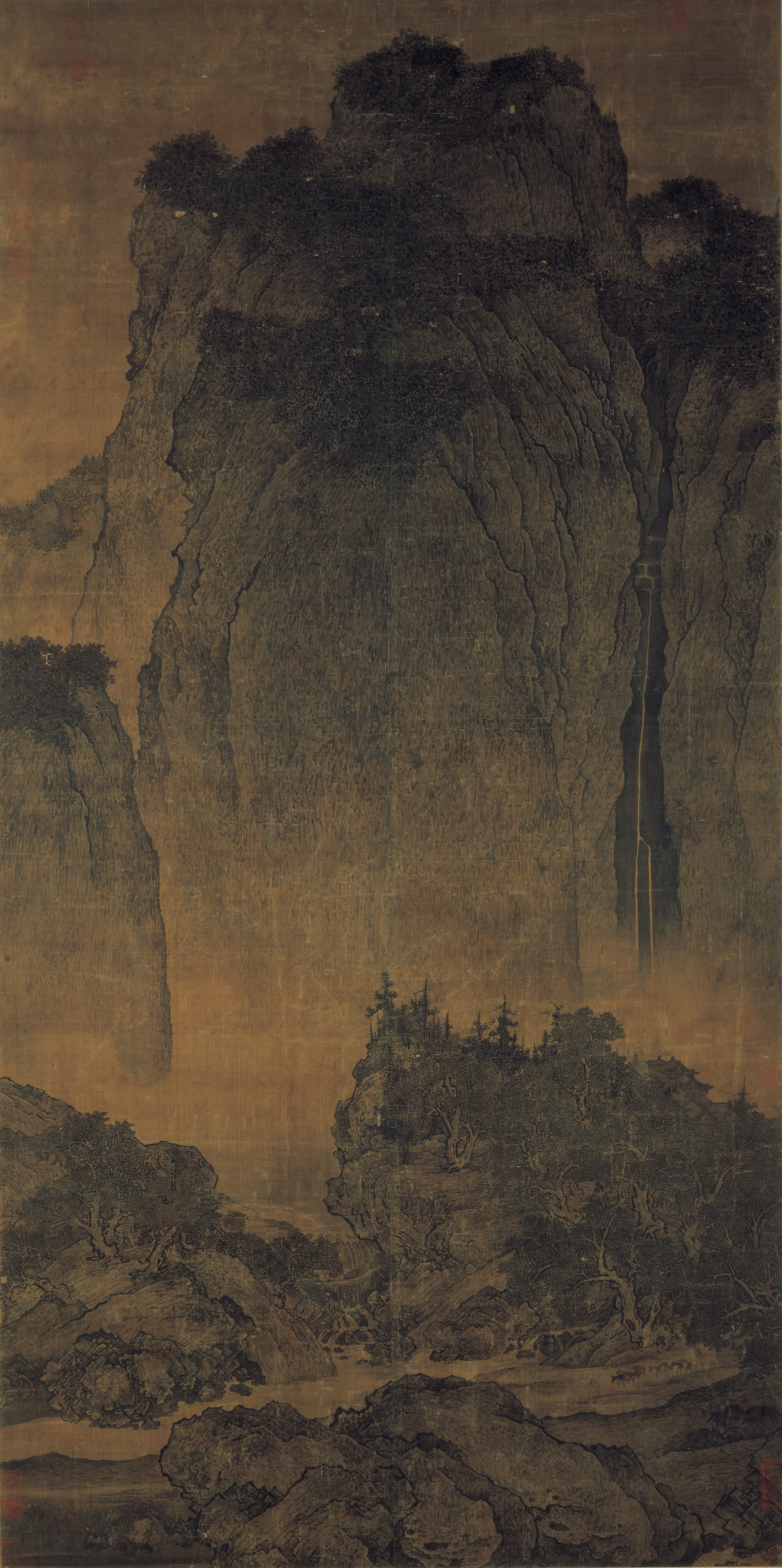
Kẻ du hành giữa núi và suối, tranh của Fan Kuan, c. 1000.
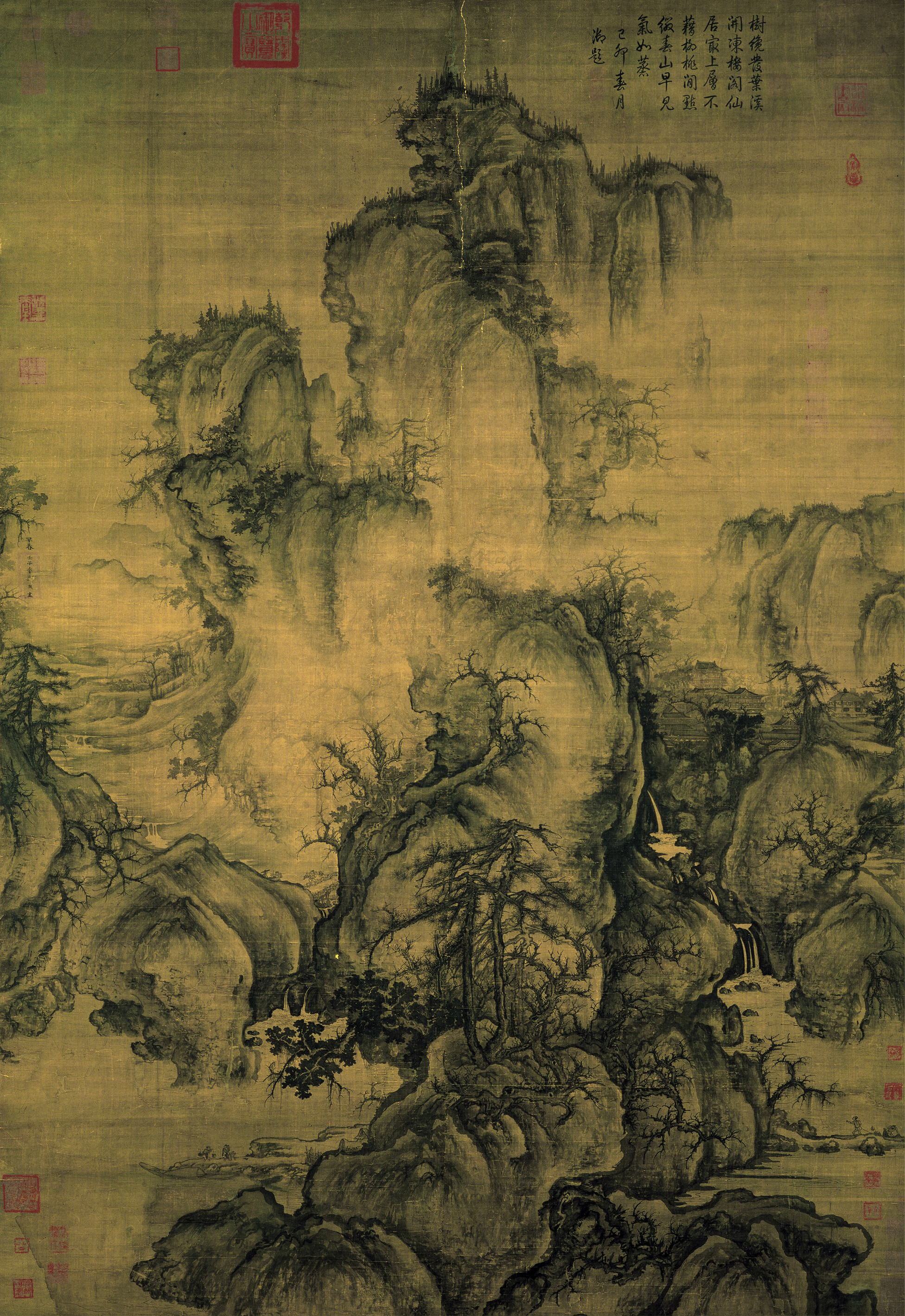
Xuân sớm (Early Spring), của Quách Xi, 1072.
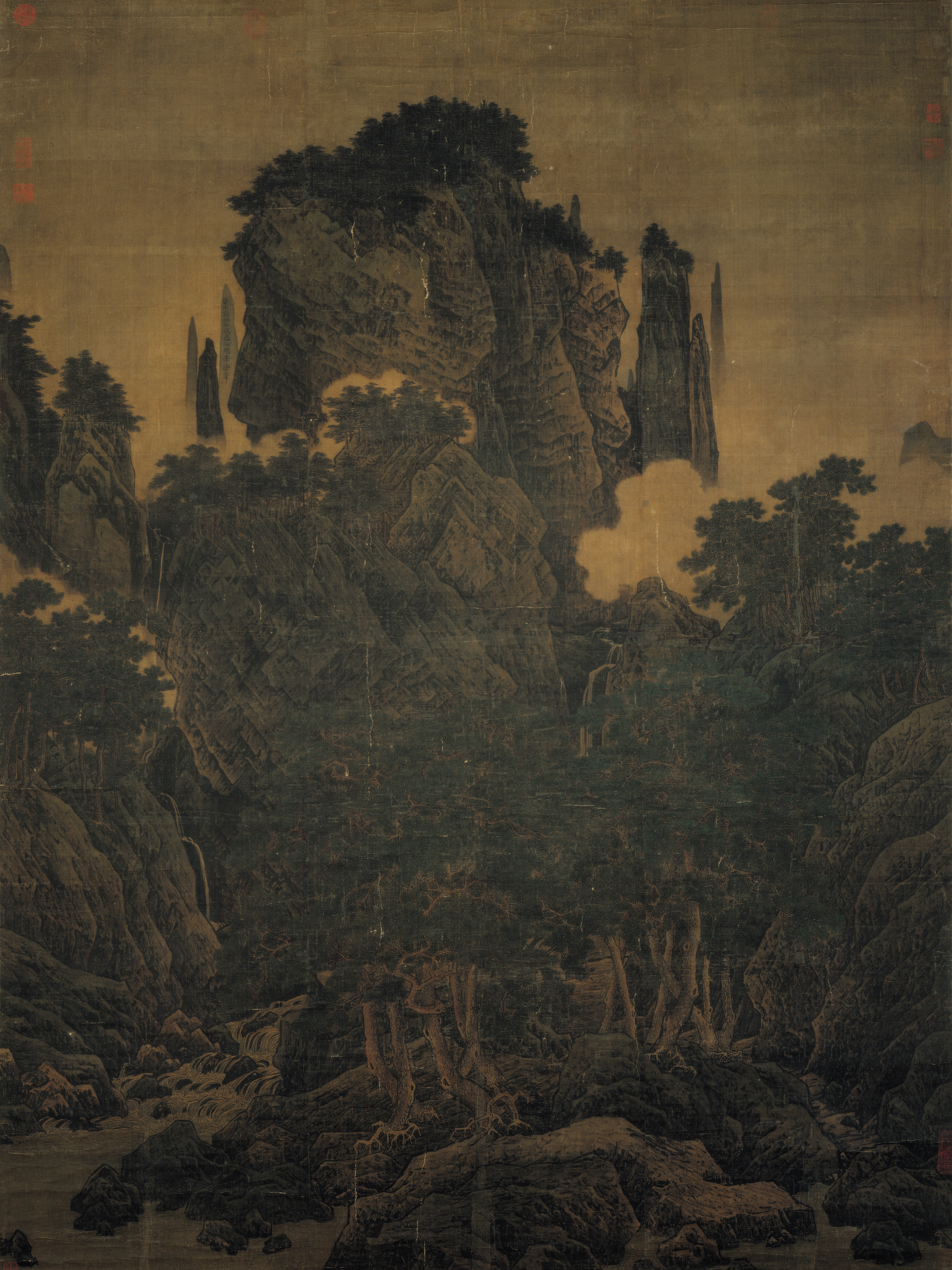
Ngọn gió luồn thông giữa ngàn thung lũng, của Lý Đường, 1124.
Immortal in Splashed Ink, của Liang Kai, c. 1200.
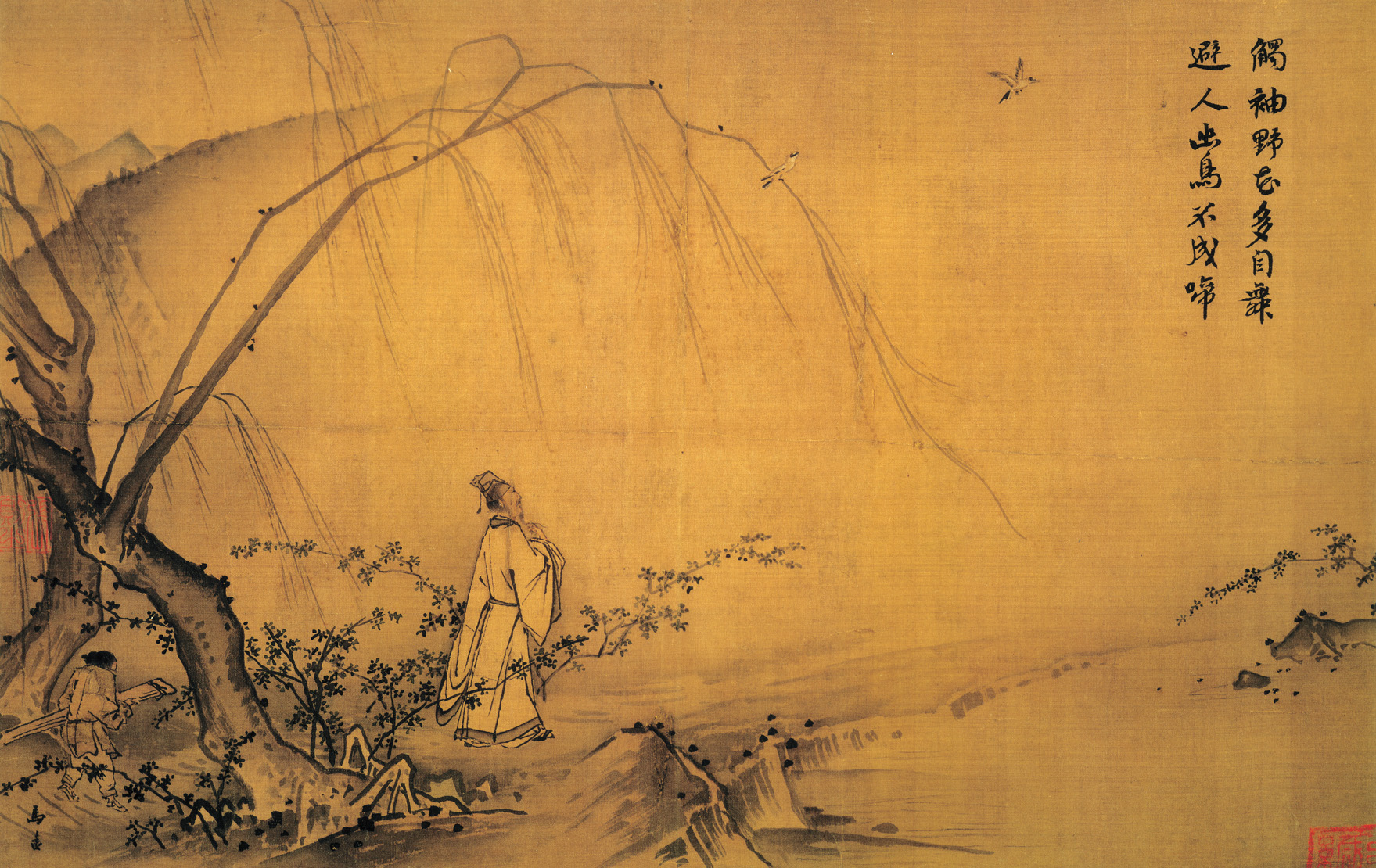
Đi dạo trên con đường núi mùa xuân (Walking on a Mountain Path in Spring), của Ma Yuan, thế kỷ 13.
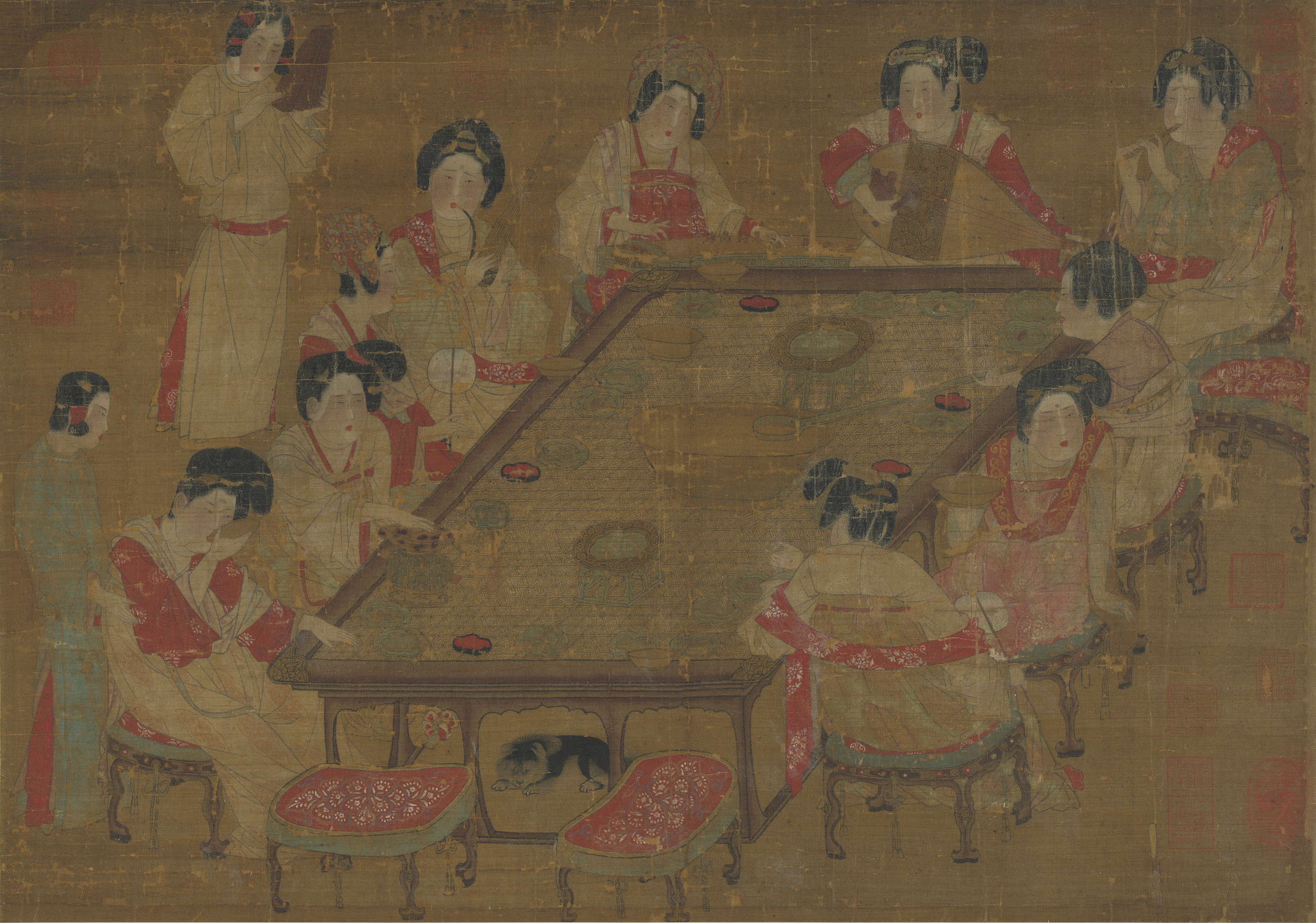
Buổi hòa nhạc trong cung điện (A palace concert), c. 836 – c. 907.
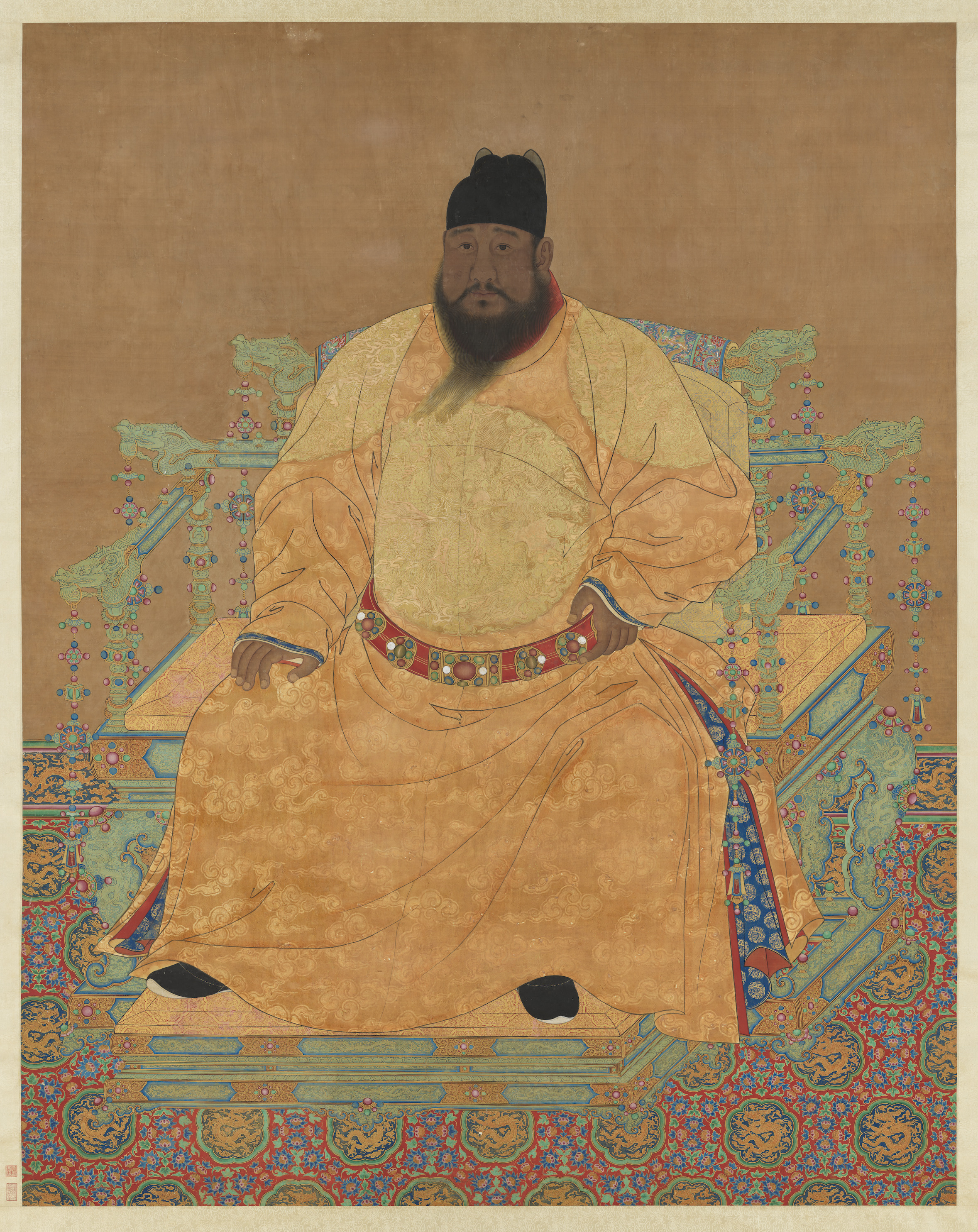
Chân dung khi ngồi của Minh Tuyên Tông c. 1425–35.
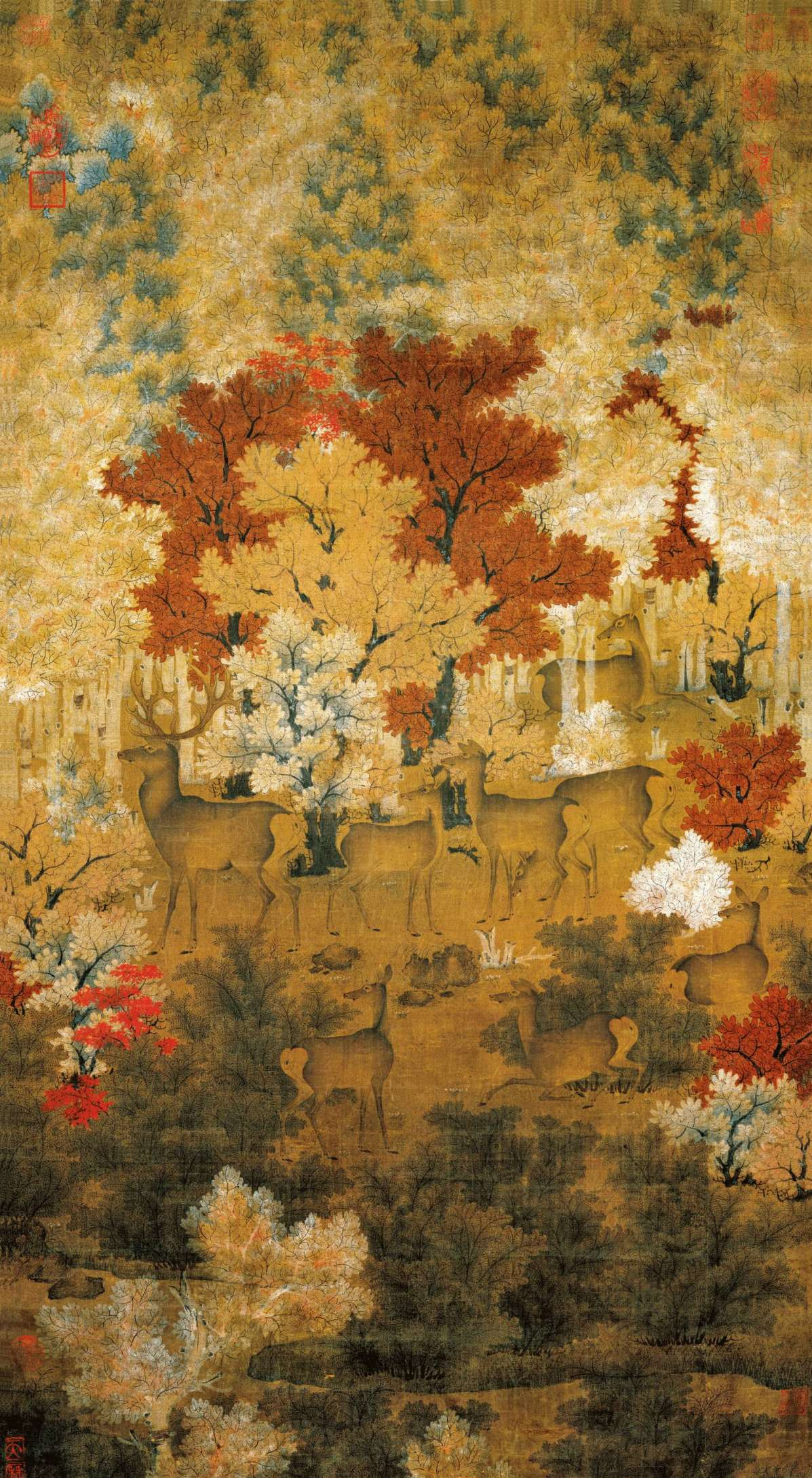
Đàn hươu trong rừng phong, c. 1031–48.
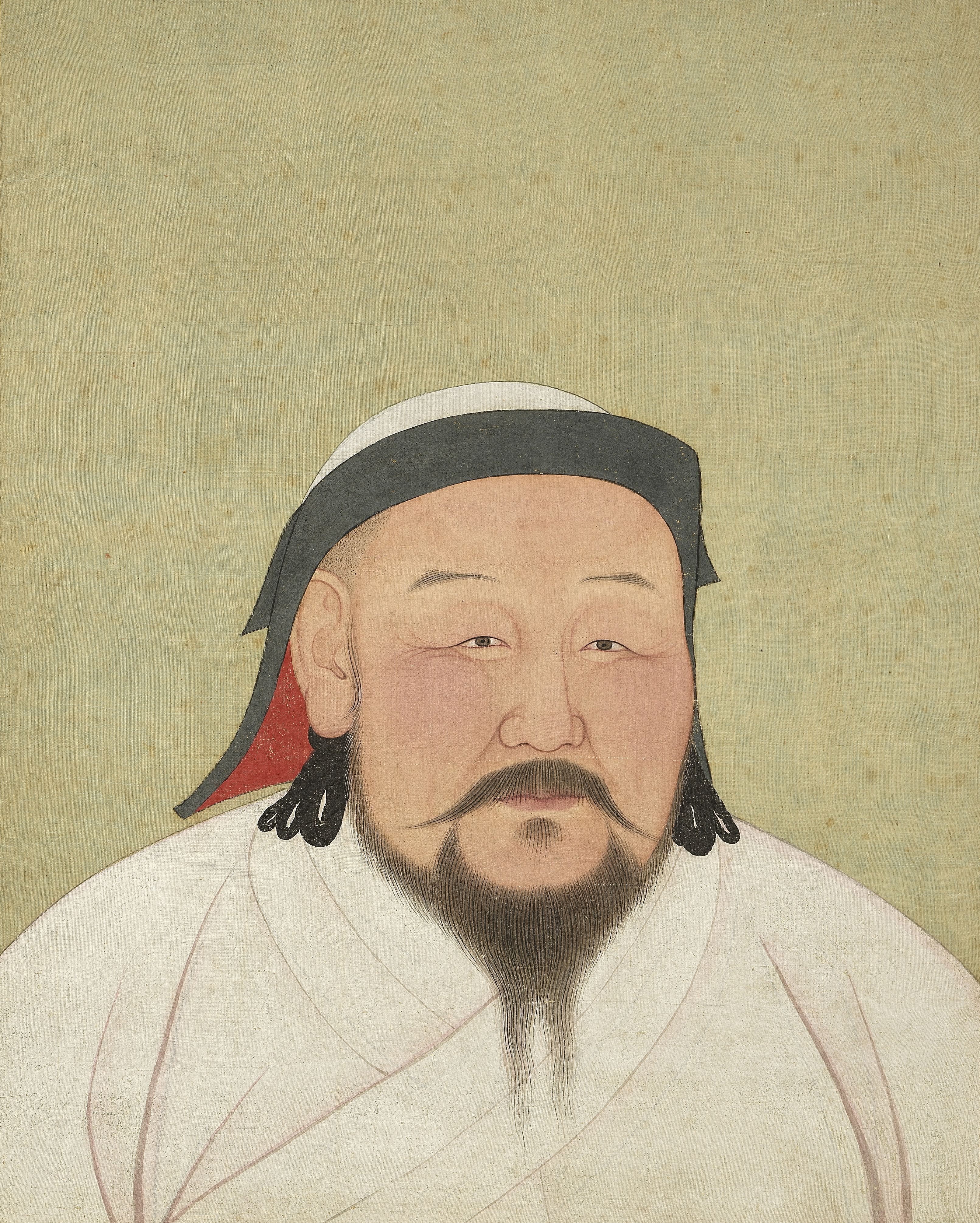
Chân dung Hốt Tất Liệt, của Liu Guandao, c. 1271–94.
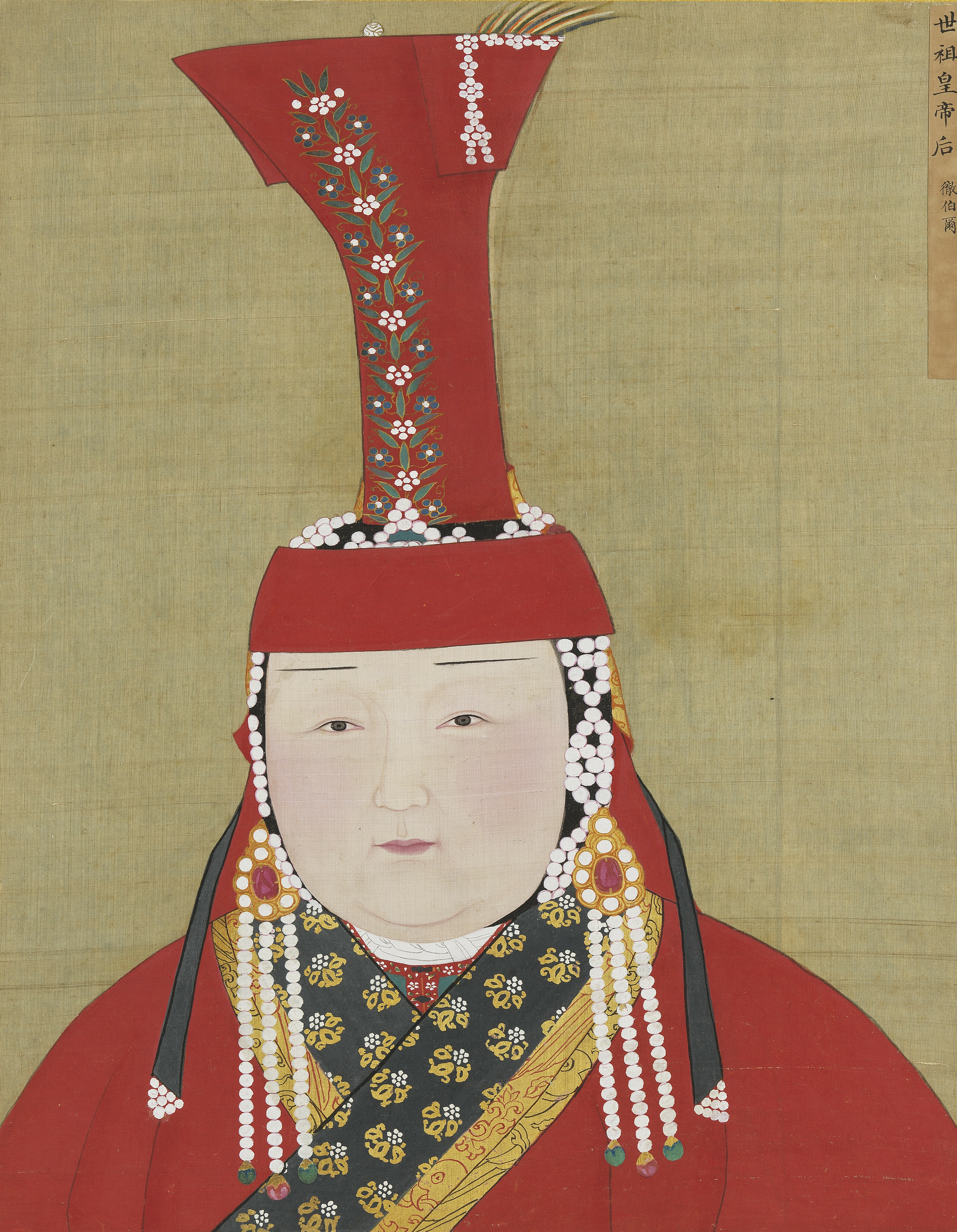
Chân dung Sát Tất, c. 1271–81.
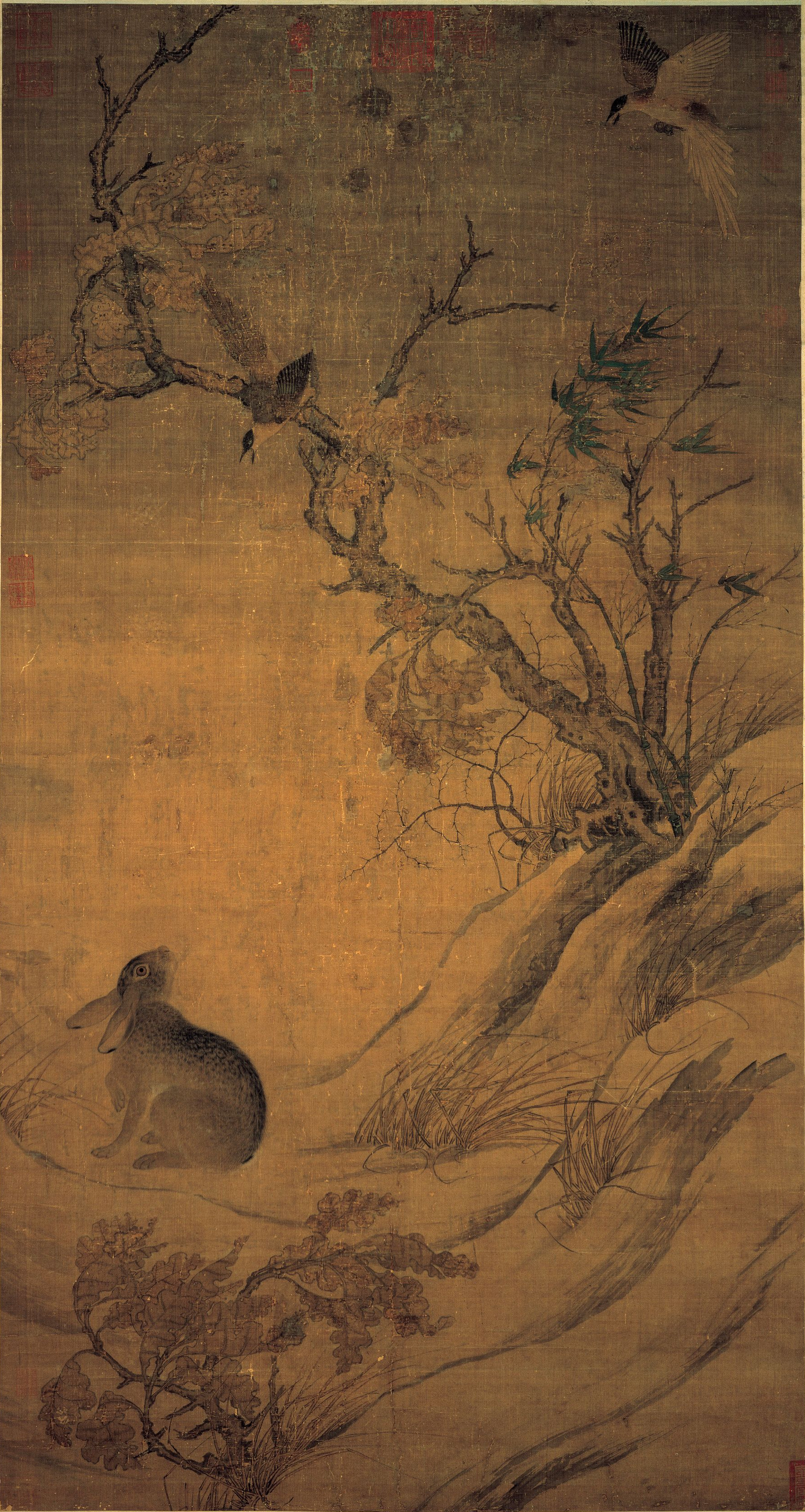
Chích chòe và Thỏ rừng, của Cui Bai, 1061.
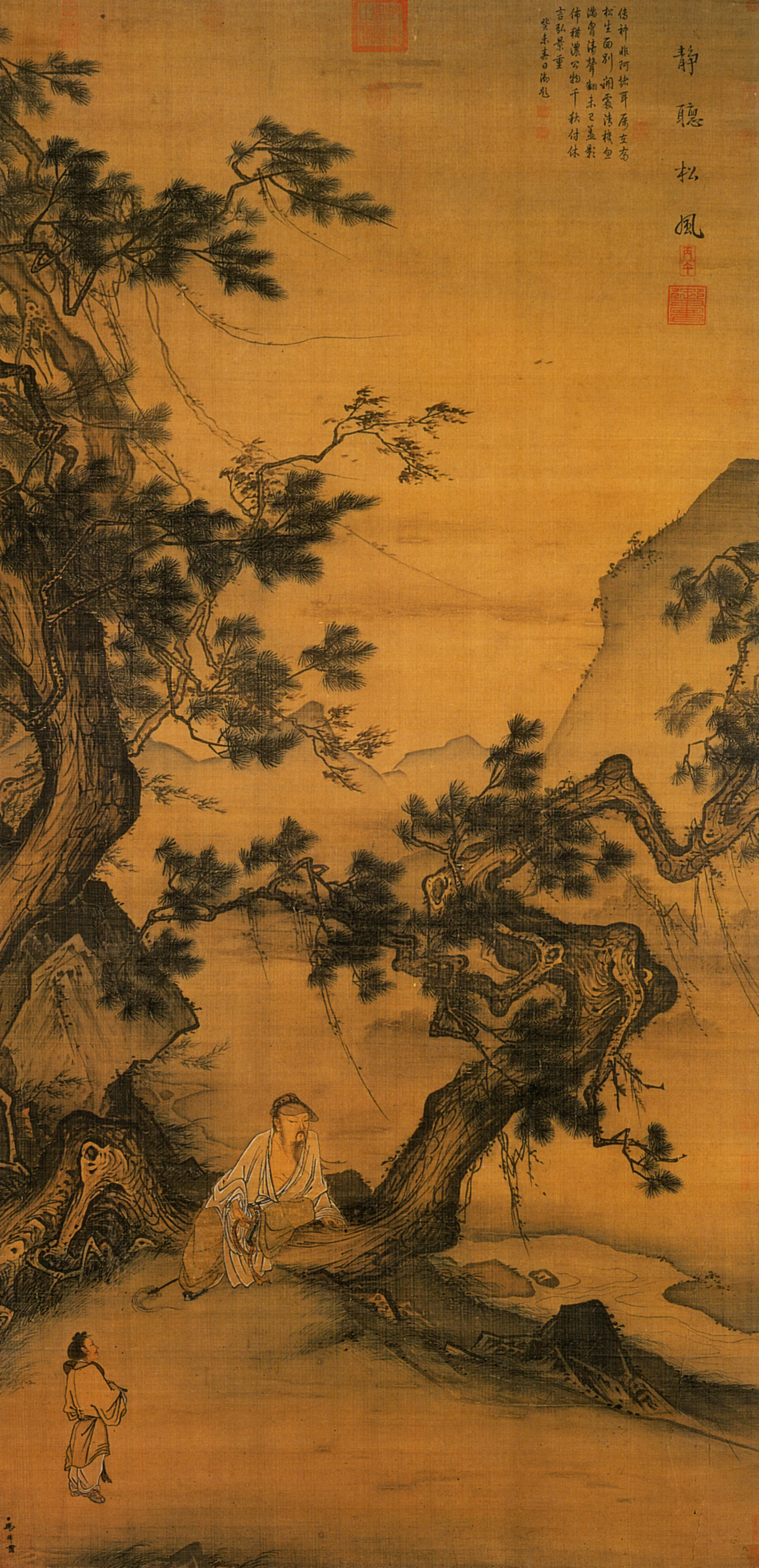
Lắng nghe tiếng rì rào của cây thông, bởi Ma Lin, thế kỷ 13
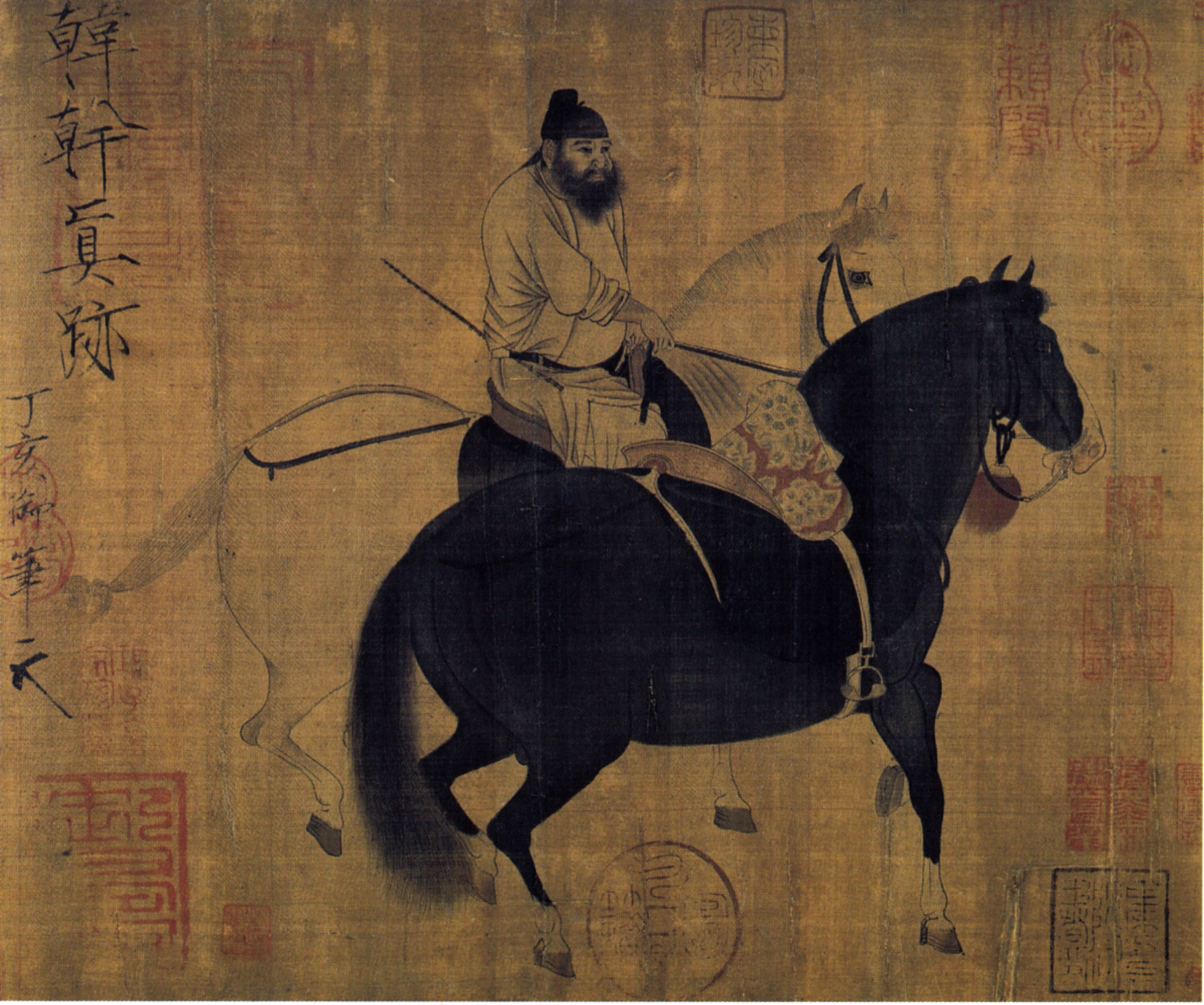
Người đàn ông chăn ngựa, c. thế kỷ 12.
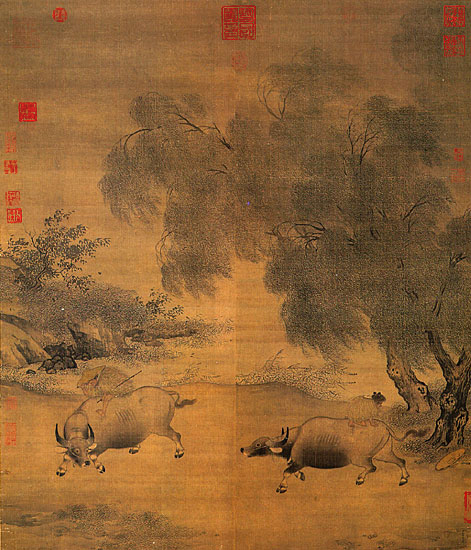
Những chú bò về nhà trong gió và mưa, của Li Di, thế kỷ 12.
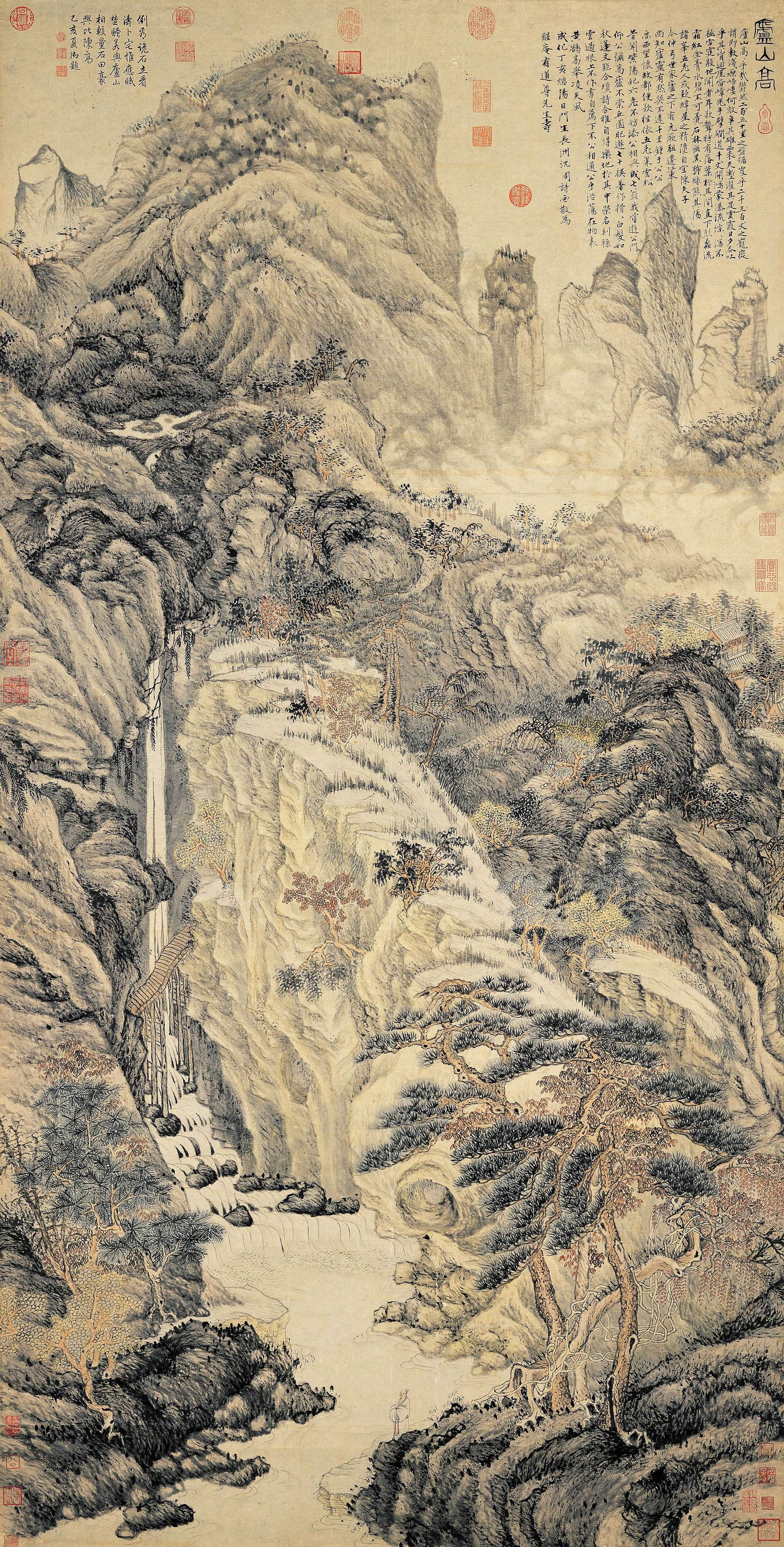
Lofty Mt.Lu, của Shen Zhou, 1467.